# 이에차바시

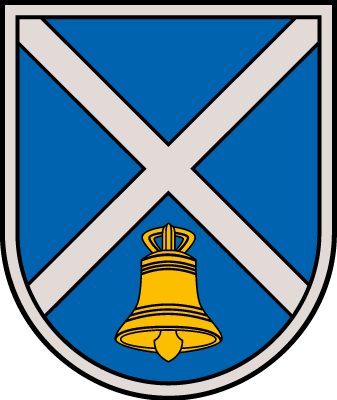
시 문장

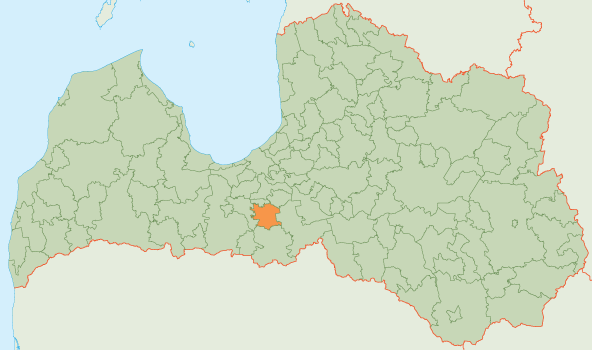
이에차바 시의 위치

이에차바시(라트비아어: Iecavas novads)는 라트비아의 지방 자치체로 행정 중심지는 이에차바이며 면적은 311.6km2, 인구는 9,845명(2009년 기준), 인구 밀도는 32명/km2이다.

## 같이 보기
- 라트비아의 행정 구역